# Arthur Vanoverberghe
Arthur Vanoverberghe (Menen, 2 februari 1990) is een voormalig Belgisch wielrenner die gedurende vier seizoenen uitkwam voor Topsport Vlaanderen-Baloise. Sinds 2018 is hij de liefdevolle partner van Lynn Dessomviele.
In 2015 werd bekendgemaakt dat Vanoverberghe niet kon bijtekenen bij Topsport Vlaanderen, waarna hij besliste om te stoppen als professioneel wielrenner.

## Overwinningen
2007
3e etappe deel A Sint-Martinusprijs Kontich (ploegentijdrit)
2008
 Belgisch kampioen tijdrijden, Junioren
 Belgisch kampioen op de weg, Junioren
Omloop Mandel-Leie-Schelde, Junioren
Eindklassement West-Brabantse Pijl

## Resultaten in voornaamste wedstrijden
| Jaar | Amstel Gold Race | Luik-Bast.‑Luik | Waalse Pijl |
| ---- | ---------------- | --------------- | ----------- |
| 2012 |                  | opgave          | 143e        |
| 2013 | opgave           | opgave          | 120e        |
| 2014 | 121e             | opgave          | opgave      |
| 2015 | opgave           | opgave          | opgave      |

## Ploegen
- 2011- Topsport Vlaanderen-Mercator (stagiair vanaf 1-8)
- 2012- Topsport Vlaanderen-Mercator
- 2013- Topsport Vlaanderen-Baloise
- 2014- Topsport Vlaanderen-Baloise
- 2015- Topsport Vlaanderen-Baloise

Armée · Baugnies · Boeckmans · Coenen · Cornu · De Ketele · De Vreese · Jacobs · Jodts · G.Joseph · S.Joseph · Mertens · Neirynck · Salomein · Serry · Steurs · Van Hecke · Van Staeyen · Van Vooren · Vanspeybrouck · Wallays · Waeytens (stagiair) 
Armée · Cornu · De Jonghe · De Ketele · De Vreese · Declercq · Jacobs · Jodts · Lietaer · Mertens · Neirynck · Salomein · Serry · Van Asbroeck · Van Hecke · Van Hoecke · Van Staeyen · Van Vooren · Vanoverberghe · Vandousselaere · Vanspeybrouck · Waeytens · Wallays
Armée · Cornu · De Buyst · De Jonghe · De Ketele · De Vreese · Declercq · Helven · Jacobs · Lampaert · Lietaer · Mertens · Neirynck · Salomein · Sprengers · Van Asbroeck · Van Hecke · Van Hoecke · Van Staeyen · Vanbilsen · Vandousselaere · Vanoverberghe · Vanspeybrouck · Waeytens · Wallays
Campenaerts · De Pauw · De Buyst · De Jonghe · De Ketele · Declercq · Helven · Jacobs · Lampaert · Lietaer · Rickaert · Salomein · Sprengers · Steels · Theuns · Van Asbroeck · Van Hecke · Van Hoecke · Vanoverberghe · Van Staeyen · Vanbilsen · Vanspeybrouck · Vergaerde · Waeytens ·  Wallays
Campenaerts · Capiot · De Ketele · De Pauw · De Tier · Declercq · Helven · Jacobs · Lietaer · Naesen · Rickaert · Salomein · Sprengers · Steels · Theuns · Van Hecke · Van Hoecke · Van Lerberghe · Van Meirhaeghe · Vanoverberghe · Vanspeybrouck · Vergaerde · Jel.Wallays · Jen.Wallays